# Maniacs of Noise
Maniacs of Noise è un gruppo di produzione musicale olandese, con sede a Helmond, che si occupa soprattutto di musiche dei videogiochi. Venne fondato nel 1987 dal duo Charles Deenen e Jeroen Tel. Il gruppo ha scritto la musica e curato gli effetti sonori di numerosi videogiochi per molte piattaforme, soprattutto all'epoca del Commodore 64, ma è ancora in attività negli anni 2010.

## Storia
Il gruppo è stato fondato nel 1987, i due ragazzi fondatori iniziano a sviluppare musica su sistema Commodore 64 sfruttando il chip sonoro SID. Lo stesso anno pubblicano le prime musiche per vari demo. Il loro primo videogioco accreditato è Zamzara (uno strano sparatutto). Nel 1989 i Maniacs of Noise si occupano della musica e gli effetti sonori del videogioco Myth: History in the Making (C64), seguono altre musiche dei videogiochi Flimbo's Quest (Amiga), Turbo Out Run (C64) e Bad Blood (C64). Nel 1991 Deenen lascia il gruppo per altri progetti con altre software house, Tel mantiene il nome del gruppo e ingaggia altre persone per le proprie produzioni. Negli anni successivi continuano a comporre musiche per videogiochi e per i siti Web promozionali di alcuni film hollywoodiani. Nel 2012 collaborano con EA Games per musiche su diversi videogiochi sportivi, ed esce il primo singolo di Jeroen Tel, Tera Tokyo 2020, in distribuzione digitale su iTunes Store.

## Componenti
- Jeroen Tel 1987-2013, produttore e musicista
- Charles Deenen 1987-1991, programmatore e musicista
- Geir Tjelta 2009-2013, programmatore e musicista
- Drax 1996-2013, musicista
- Rod Thacker 2011-2013, musicista